# Babli Badmaash
Babli Badmaash è una canzone del film di Bollywood Shootout at Wadala cantata da Sunidhi Chauhan, con musica di Anu Malik e testi di Kumar e uscita il 14 marzo 2013.